# Dociostaurus maroccanus
La locusta del Marocco (Dociostaurus maroccanus (Thunberg, 1815)) è un insetto ortottero appartenente alla famiglia Acrididae. È una specie tipica del Marocco, ampiamente diffusa in Nord Africa, Europa meridionale e Asia occidentale.

## Descrizione
L'immagine, ovvero l'insetto adulto, ha un corpo di medie dimensioni, molto slanciato. La femmina ha una lunghezza che può variare dai 20 ai 38 mm, mentre il maschio non supera i 28 mm. Gli individui che vivono in forma solitaria sono più sottili rispetto a quelli che vivono nella forma gregaria La colorazione è molto variabile, fondamentalmente rosso testacea con macchie brune. Dociostaurus maroccanus è caratterizzato da due strisce chiare incrociate ad x sul pronoto. Le elitre sono ben sviluppate, di colore trasparente, si estendono dietro l'apice del femore posteriore. I femori posteriori sono lunghi e sottili.

## Biologia
Il ciclo vitale di questa specie dura un anno. Le femmine depongono 2 o 3 ooteche contenenti circa 30 uova. In zone favorevoli la concentrazione di uova è molto elevata e può raggiungere le diverse migliaia per metro quadro. Dociostaurus maroccanus sverna dentro ooteche di forma cilindrica lunghe circa 20 mm. Le neanidi schiudono tra aprile e maggio e si uniscono a gruppi nella forma gregaria. Lo stato di immagine viene raggiunto dopo una cinquantina di giorni, verso la fine di maggio o a giugno. In questo periodo hanno luogo gli accoppiamenti che vengono ripetuti più volte nelle ore calde della giornata. Le femmine fecondate tendono a ritornare a deporre le uova nelle zone da cui erano partite, ma possono trovare anche alternative favorevoli come terreni incolti compatti e aridi. In queste zone deporranno 2 o 3 ooteche contenenti circa 30 uova.
Si ritiene che lo sviluppo per la forma gregaria sia favorito da inverni piovosi, seguiti da febbrai caldi non troppo secchi. I gruppi gregari sono imponenti: tutti gli elementi avanzano in un'unica direzione costituendo un fronte che può raggiungere i 10 km di larghezza, attaccando praticamente tutte le specie vegetali che incontrano. Gli spostamenti avvengono generalmente da zone collinari asciutte verso zone pianeggianti spesso coltivate, soprattutto nelle ore più calde della giornata. La quota di volo è compresa generalmente tra i 20 e 100 m di altezza, la velocità è di 8–10 m/s. In una stagione in media un gruppo gregario si sposta di 50–75 km.

### Predatori
Tra i numerosi predatori di questa specie vi sono i coleotteri meloidi Zonabris variabilis ed Epicauta rufidorsum oltre a diverse specie di ditteri bombilidi.

## Distribuzione e habitat
Dociostaurus maroccanus è diffuso in tutta la zona mediterranea, sia in forma solitaria che gregaria, ad altitudini comprese tra i 500 e i 1000 m.
In Italia è frequente nelle zone centro-meridionali e nelle isole.

## Rapporti con l'uomo
Dociostaurus maroccanus divora praticamente qualsiasi tipo di pianta e, in caso di invasione di gruppi gregari in zone coltivate, i danni economici alle aziende agricole sono molto ingenti. Le invasioni avvengono in genere nelle steppe, nelle colline e nelle zone aride intorno al Mediterraneo. L'allargamento delle zone coltivate inibisce lo sviluppo di questa specie; al contrario, il sovra-pascolo può essere alla base della crescita di grandi gruppi gregari. Questa specie infatti si riproduce facilmente in zone non coltivate in cui le ooteche possono stare al riparo sotto terra senza che questa venga mossa.

## Metodi di lotta
Tutti gli interventi (agronomici, meccanici, biologici), per essere efficaci, devono essere effettuati prima della dispersione delle cavallette adulte.
Un metodo efficace per combattere questa specie è agire contro le uova mediante zappettature che portano alla superficie le  
uova durante l'autunno in modo che queste siano danneggiate dal freddo o preda di altri animali. 
Contro neanidi e ninfe si possono usare mezzi di lotta meccanici come lo schiacciamento tramite rulli e la raccolta, effettuata mediante appositi teli. Si possono utilizzare anche aspiratori mobili, mentre delle barriere fisiche possono essere impiegate per difendere gli orti. 
Un metodo di lotta biologica può essere l'introduzione di galline faraone, voraci predatori di ortotteri, nei campi infestati.
Si può fare ricorso all'uso di esche insetticide a base di Spinosad, un prodotto di origine naturale poco tossico per le persone e gli animali domestici.
L'utilizzo su vasta scala di insetticidi chimici sulle forme adulte è del tutto inutile oltreché  sconsigliabile per considerazioni di tipo ambientale.